# Figurenfeld

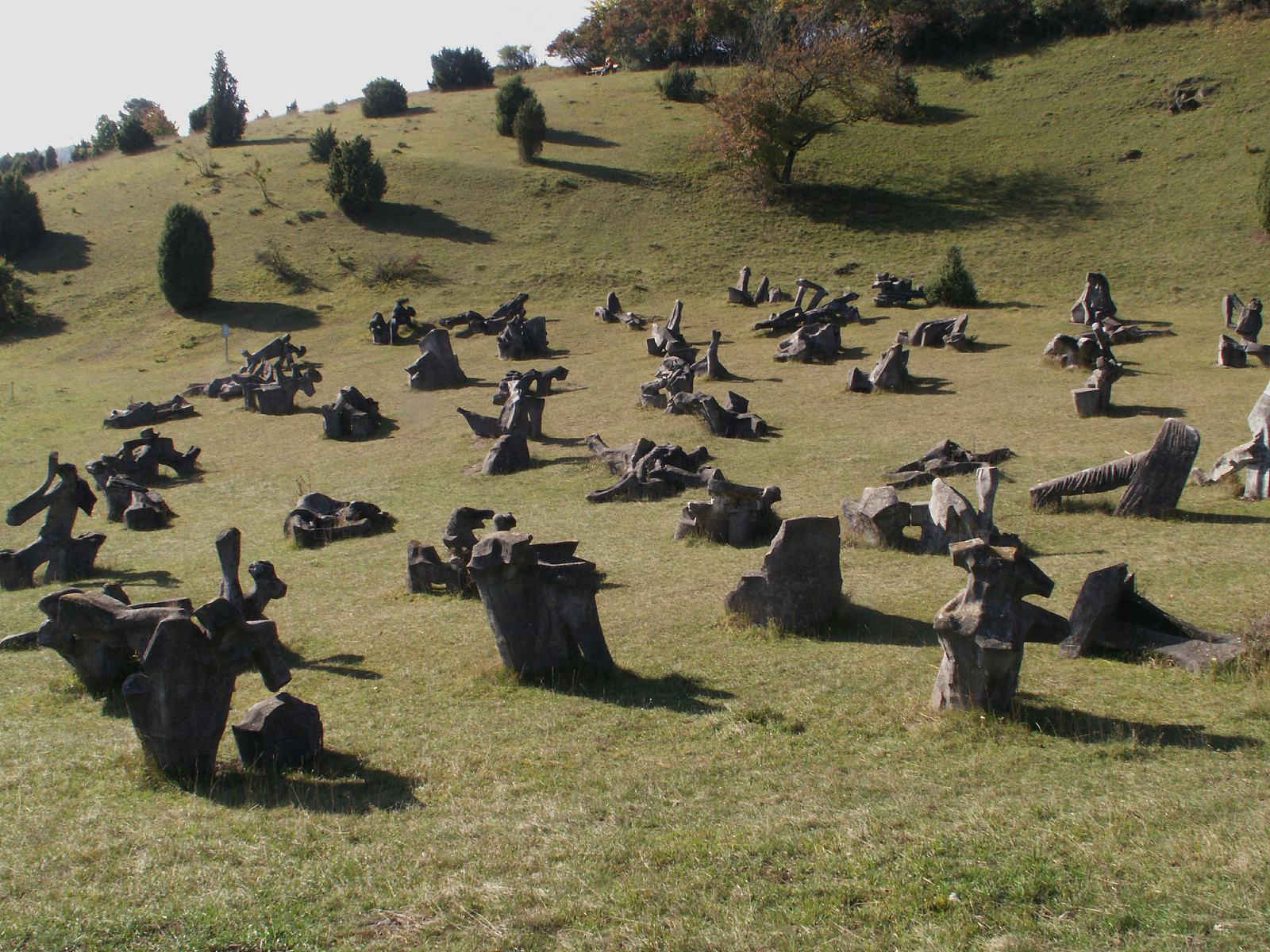
Figurenfeld von Alois Wünsche-Mitterecker bei Eichstätt

Das Figurenfeld ist ein bei Eichstätt auf einer Wiese in Hanglage gelegenes Skulpturenfeld. Es besteht aus 78 größtenteils überlebensgroßen Figuren des Bildhauers und Malers Alois Wünsche-Mitterecker (1903–1975). Der Künstler wollte ein „Monumentum perpetuum“, ein Mahnmal für die Ewigkeit, schaffen, eine Warnung vor dem Krieg, bei dem es keine Sieger und Besiegten gibt. Die Errichtung der Figuren dauerte von 1958 bis zum Tod des Künstlers 1975. Das Figurenfeld ist unvollendet. Seit 1976 steht das Figurenfeld unter Denkmalschutz.

## Skulptur
Das Figurenfeld erinnert an ein Schlachtfeld. Die Figuren sind ungeordnet, fast schon chaotisch aufgestellt: Das Feld hat keinen zentralen Ausgangspunkt und erschließt sich nicht über eine eindeutige Wegführung. Die Skulpturen zeigen Kämpfer und Opfer – fallend, kriechend und am Boden liegend. Es gibt keine Sieger und keine Verlierer. Drei Stelen mit Reliefs sind etwas zurückhaltender und bilden eine Gedenkstätte. Sie stellen Gefangene dar, die vor Krieg und Gewalt warnen. Das Mahnmal ist inspiriert durch die Kriegserfahrungen des Künstlers. Es steht in seiner „drastischen Formensprache in starkem Kontrast zu den landläufigen Denkmalssetzungen der BRD dieser Jahre“.
Die Skulpturen bestehen aus einem speziell entwickelten Betongemisch. Das Material wurde mit Granit- und Basaltkörnern versetzt. Durch die Zusätze „haben die Skulpturen eine Farbe und Textur erhalten, die in ihrem Alterungsprozeß zunehmend dem Aussehen der umgebenden Felsblöcke entspricht“. Rund 4000 m3 Humus wurden abgetragen und mit festem Material aufgefüllt, um als Fundament für die schweren Figuren zu dienen. Das Gewicht beträgt 2,7–2,8 Tonnen pro Kubikmeter. Einige Plastiken wiegen über sechs Tonnen. Der Durchschnitt liegt bei 3,5 Tonnen. Die in drei Blöcke gegossenen „Gefangenen“ wiegen je 18 Tonnen. Insgesamt wurden 800–850 Tonnen Material verwendet.
Das Figurenfeld ist eingebettet in die karge, nur mit Heidegras, Hecken und Wacholderbüschen bewachsene Juralandschaft des Hessentals, das voller Mulden und Hügel ist, was dazu beiträgt, dass sich der Eindruck eines Schlachtfeldes einstellt.

## Entstehung
Planungen für das Mahnmal begannen 1950, 1959 wurden erste Pläne ausgestellt und 1961 ein Kuratorium zur Finanzierung des Projekts gegründet. Wünsche-Mitterecker widmete diesem Mahnmal ab 1961 „seine volle künstlerische Energie“. Das Figurenfeld wurde gegen den teilweisen Widerstand der Eichstätter Bevölkerung errichtet, unter anderem dank Unterstützung des damaligen Landrats Konrad Regler.
Die Skulpturen wurden vom Künstler in seiner Werkstatt in Eichstätt hergestellt und erst danach auf das Figurenfeld transportiert und aufgestellt. Dabei wurde der Künstler von einer umstürzenden Figur so schwer verletzt, dass er sich davon nicht mehr erholte und vor Vollendung des Feldes starb. Einige Figuren wurden daher zwischen 1976 und 1979, nach dem Tod des Künstlers, nach seinen Entwürfen fertiggestellt. Im Laufe der Jahrzehnte haben die Skulpturen eine natürliche Patina erhalten.
2022 wiesen die Skulpturen nicht mehr nur Patina, sondern „zum Teil gravierende Schäden“ auf. Es wurden Untersuchungen durchgeführt und ein Konservierungskonzept entwickelt. Dessen Ziel ist die Substanzsicherung, um dem weiterhin fortschreitenden Verfall des Betons entgegenzuwirken. Doch letztlich wird der „Fortbestand [als] zeitlich limitiert“ angesehen.

## Bildergalerie

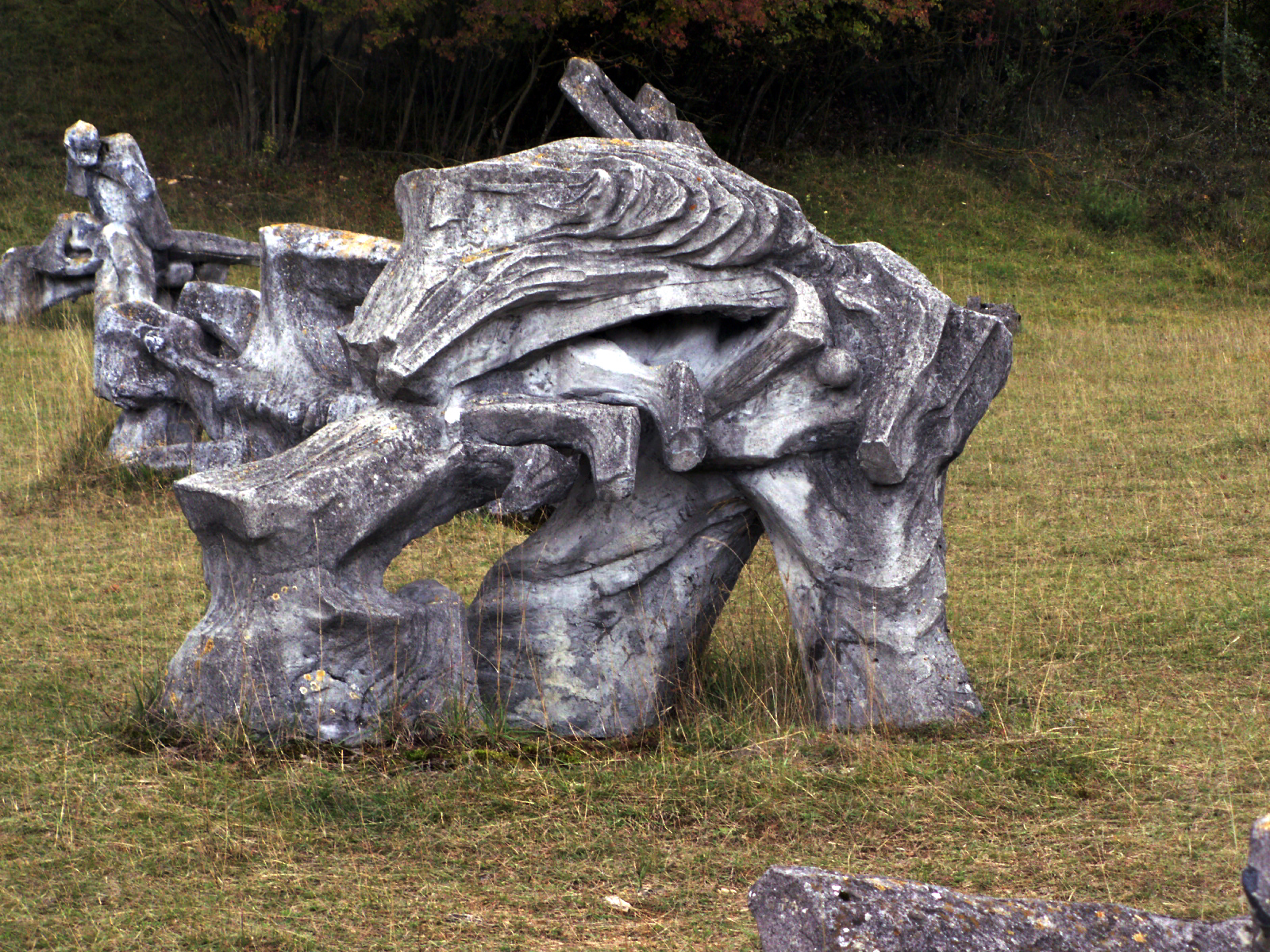
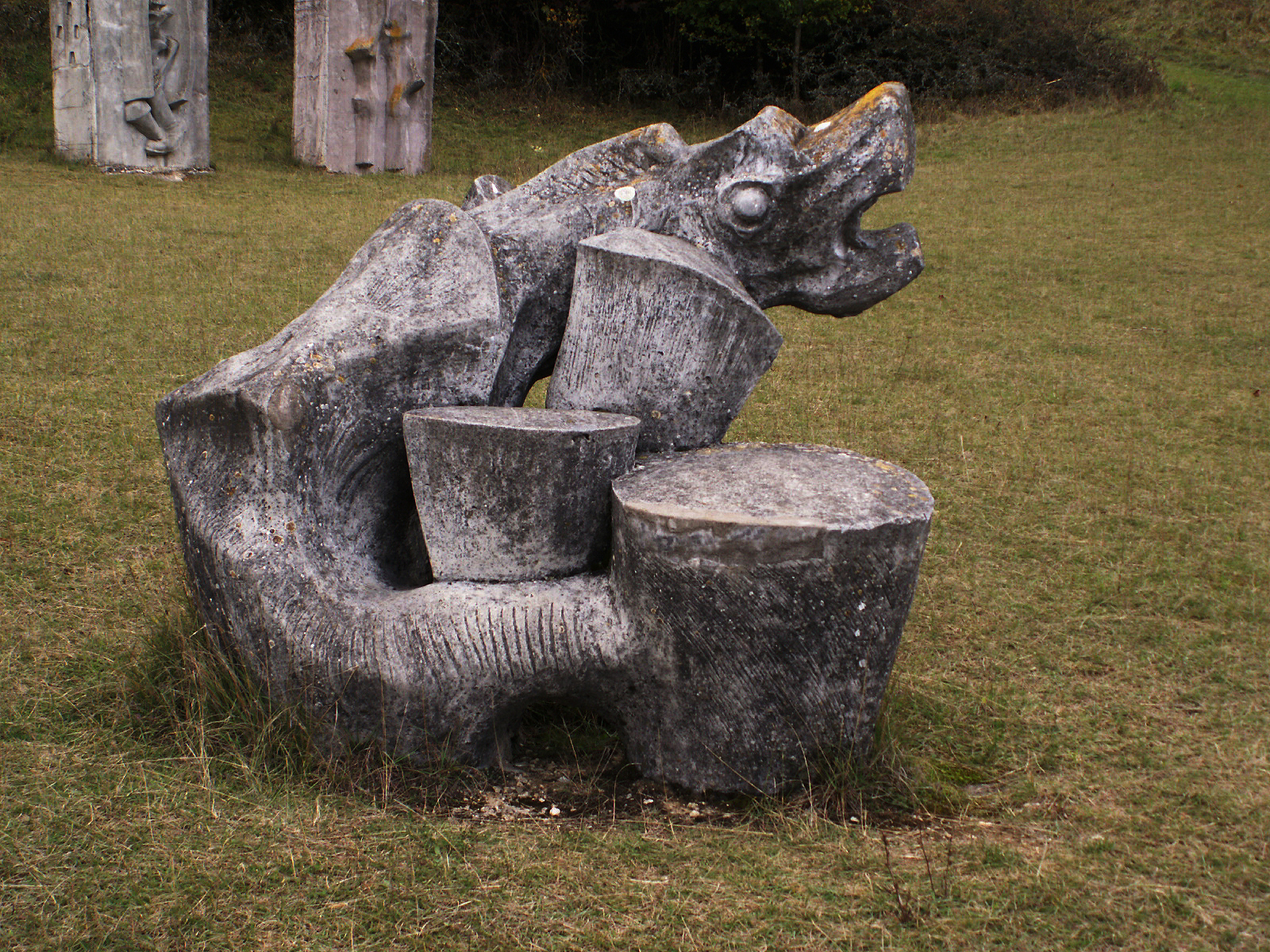
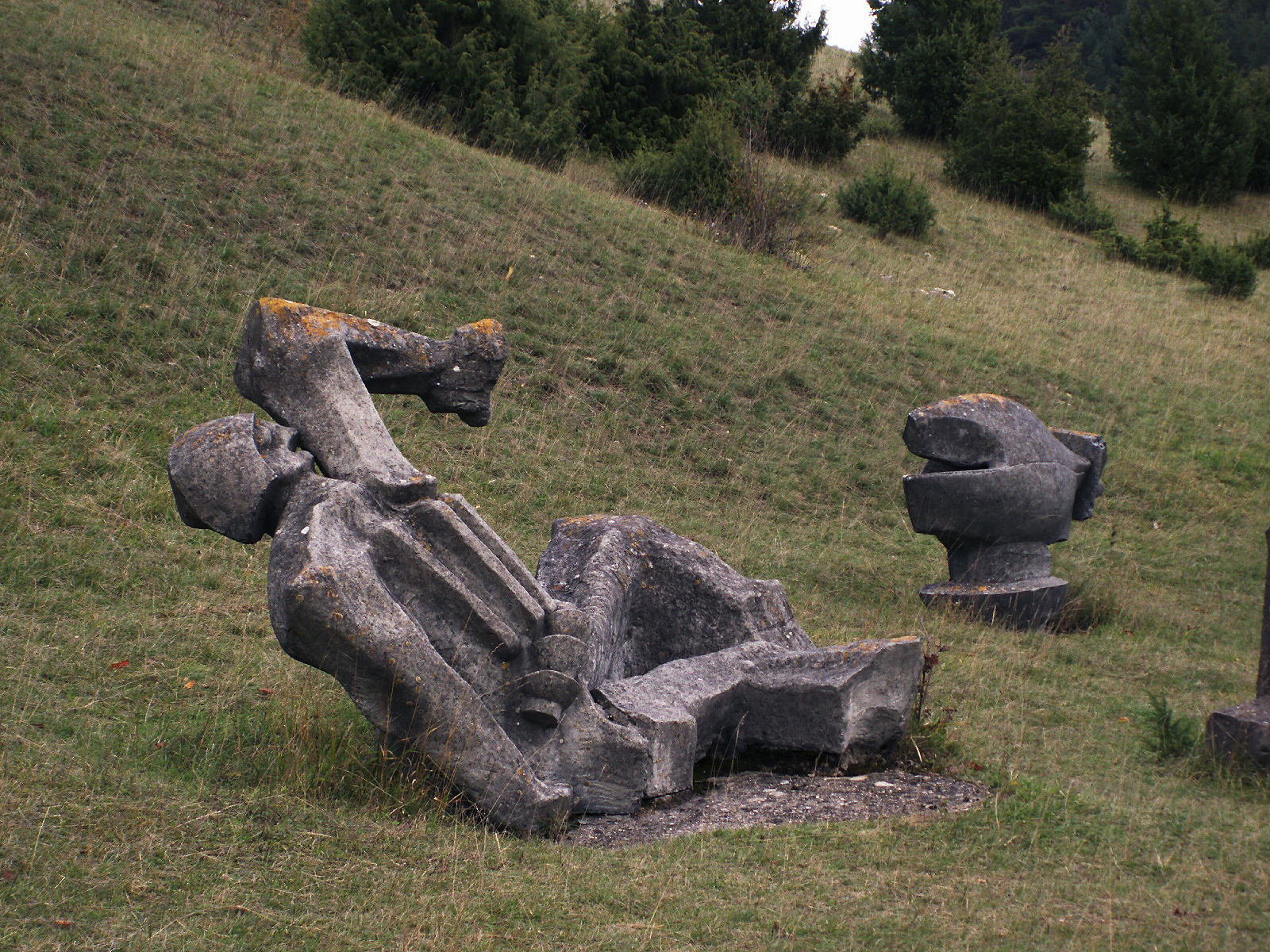
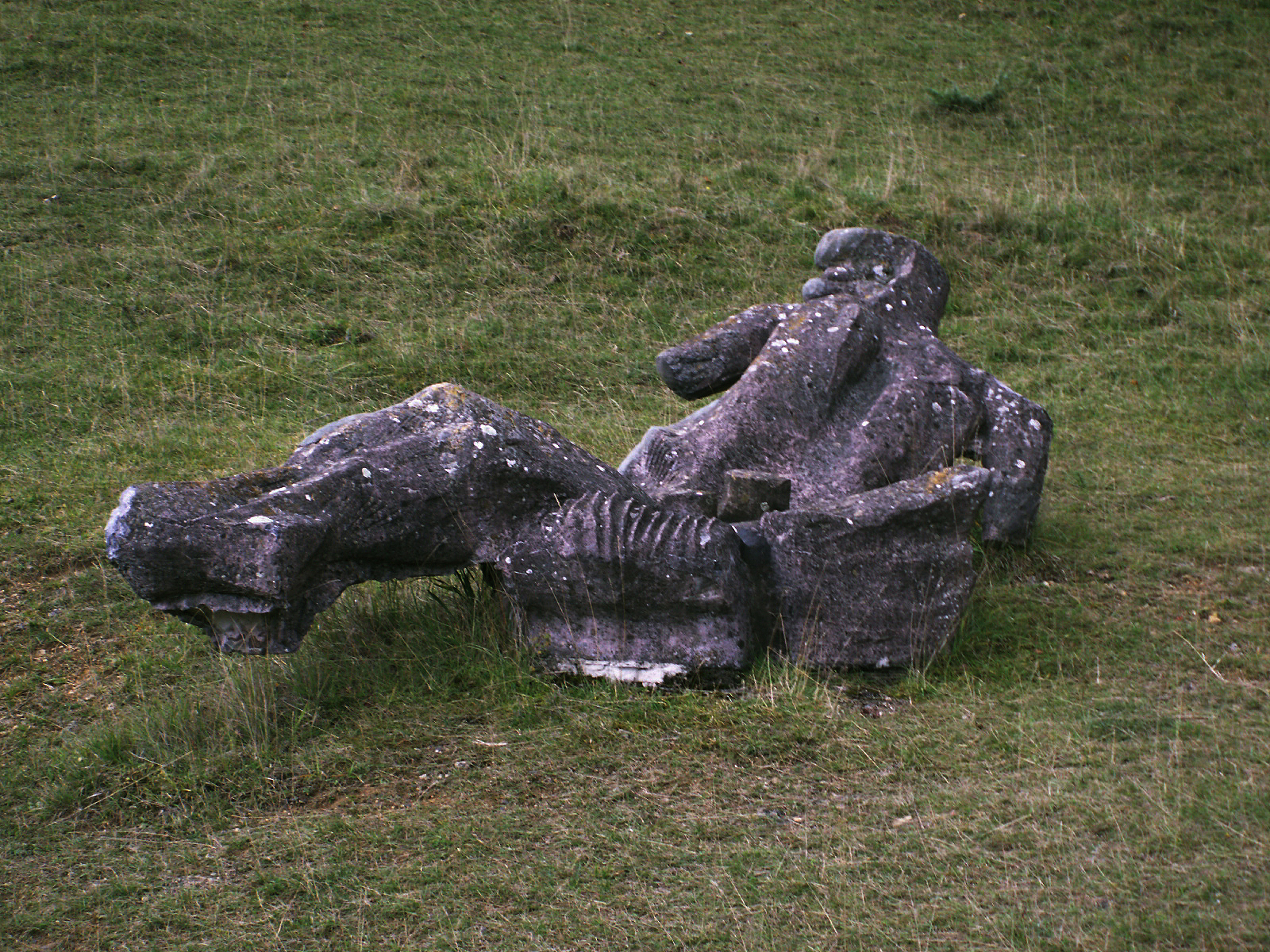
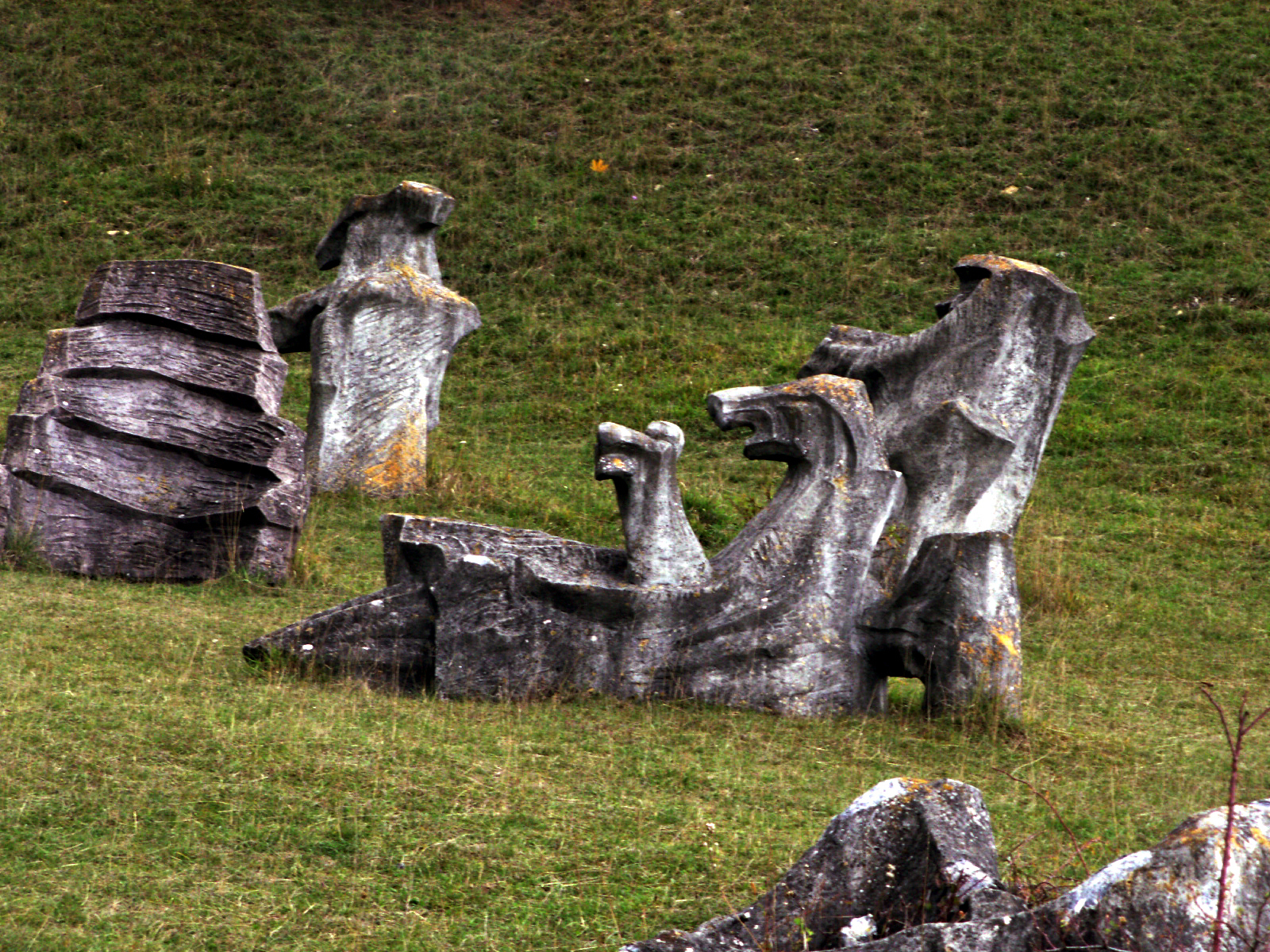
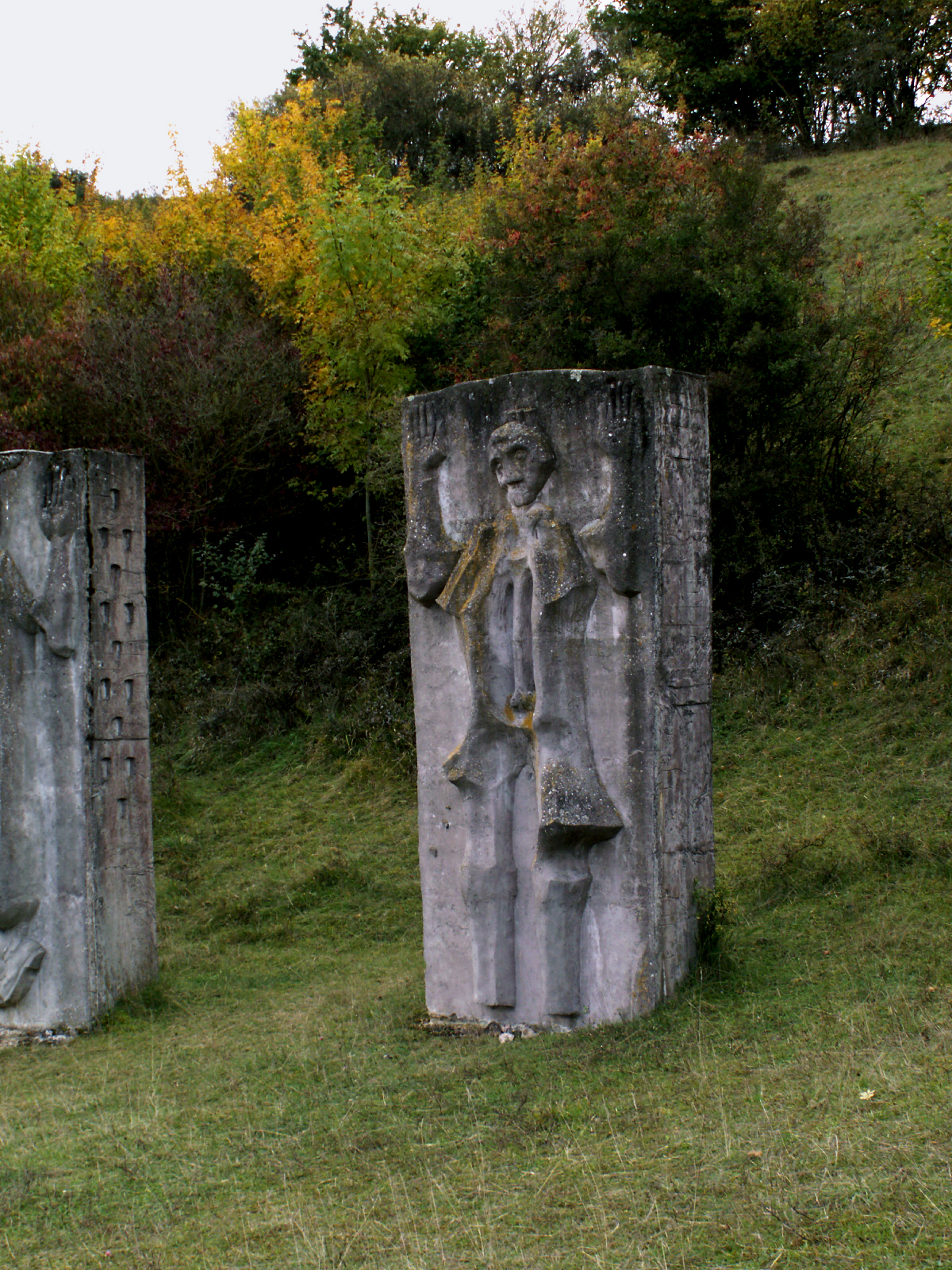
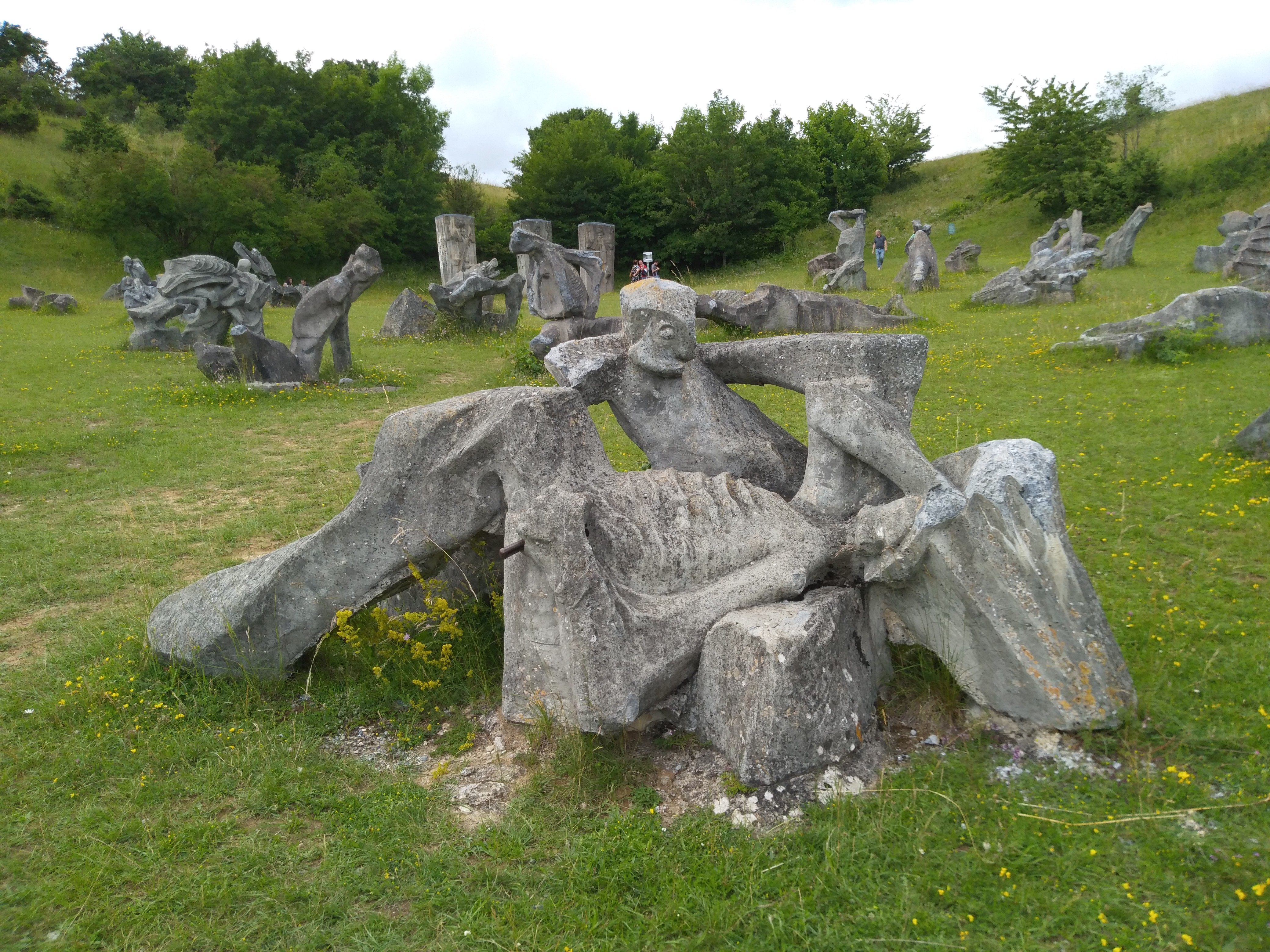
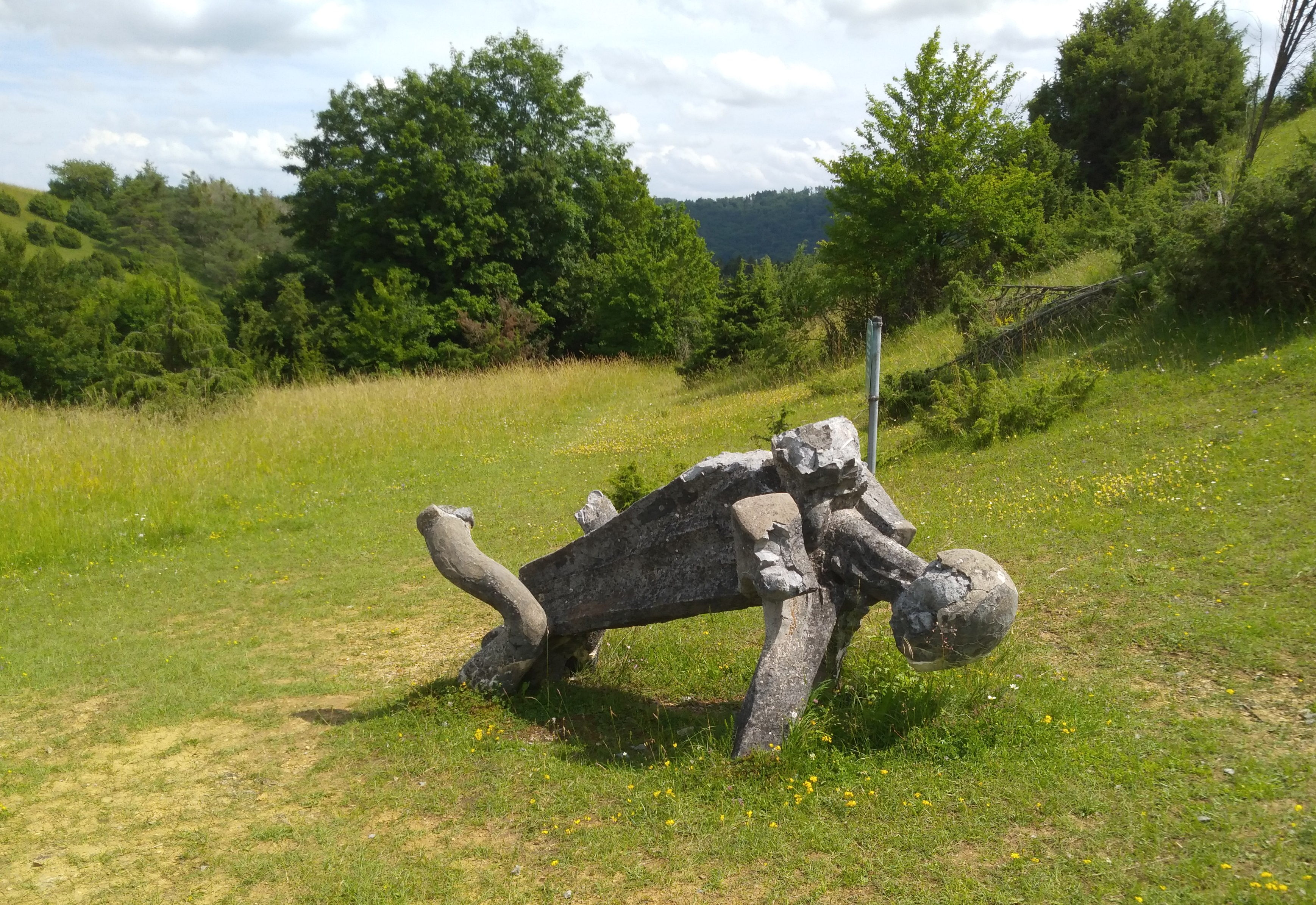
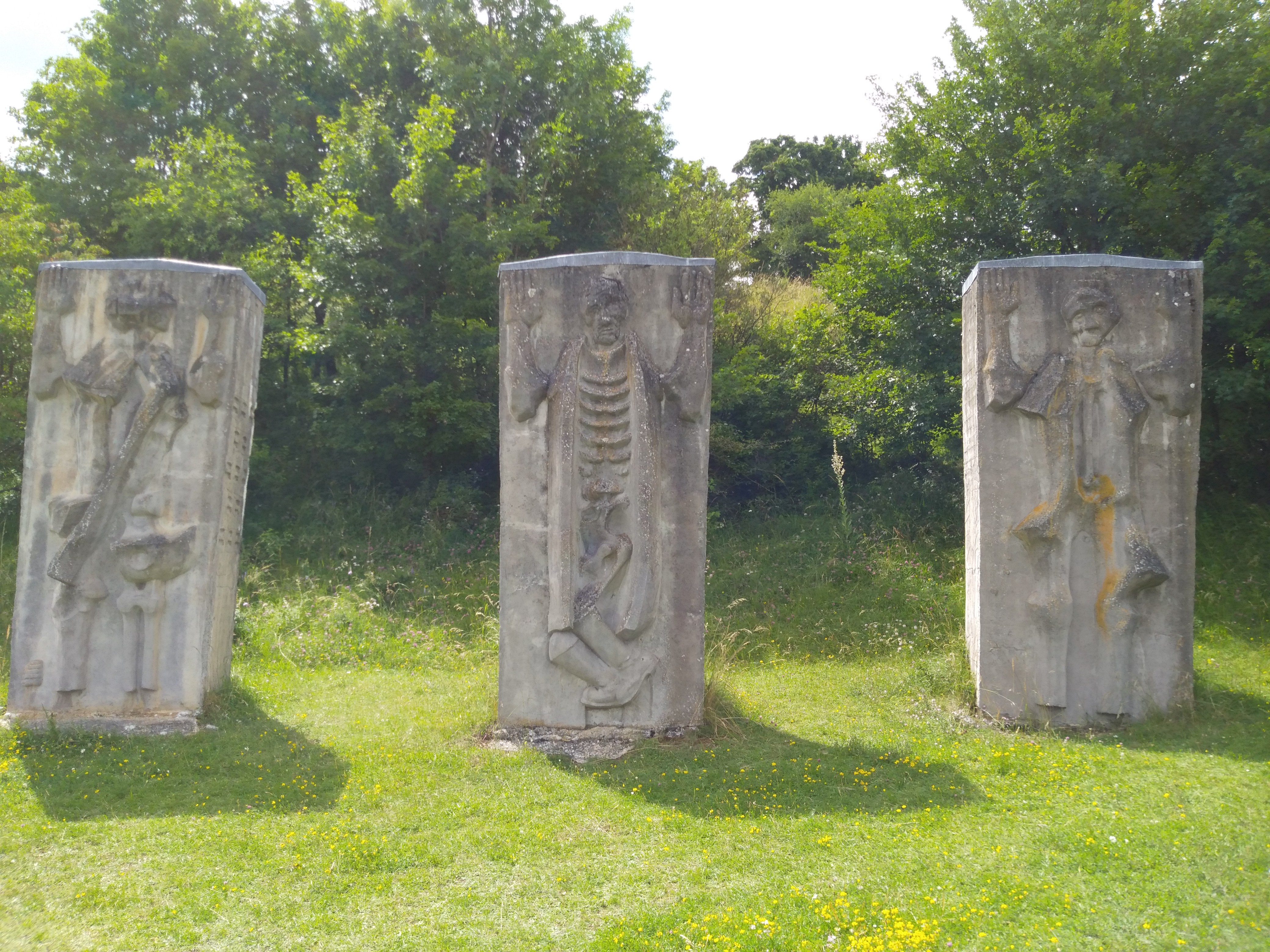
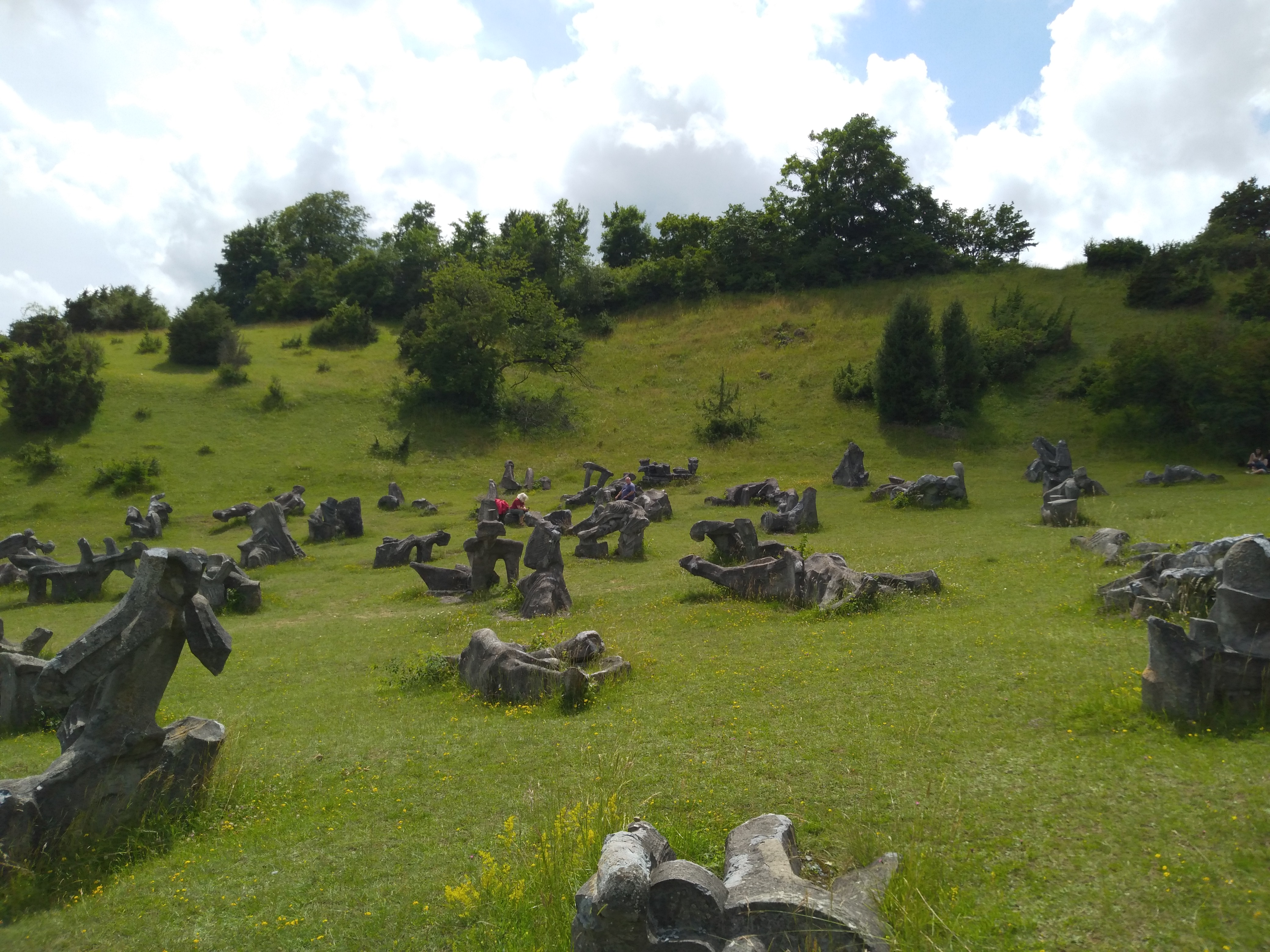